# Ричмонд-Гілл

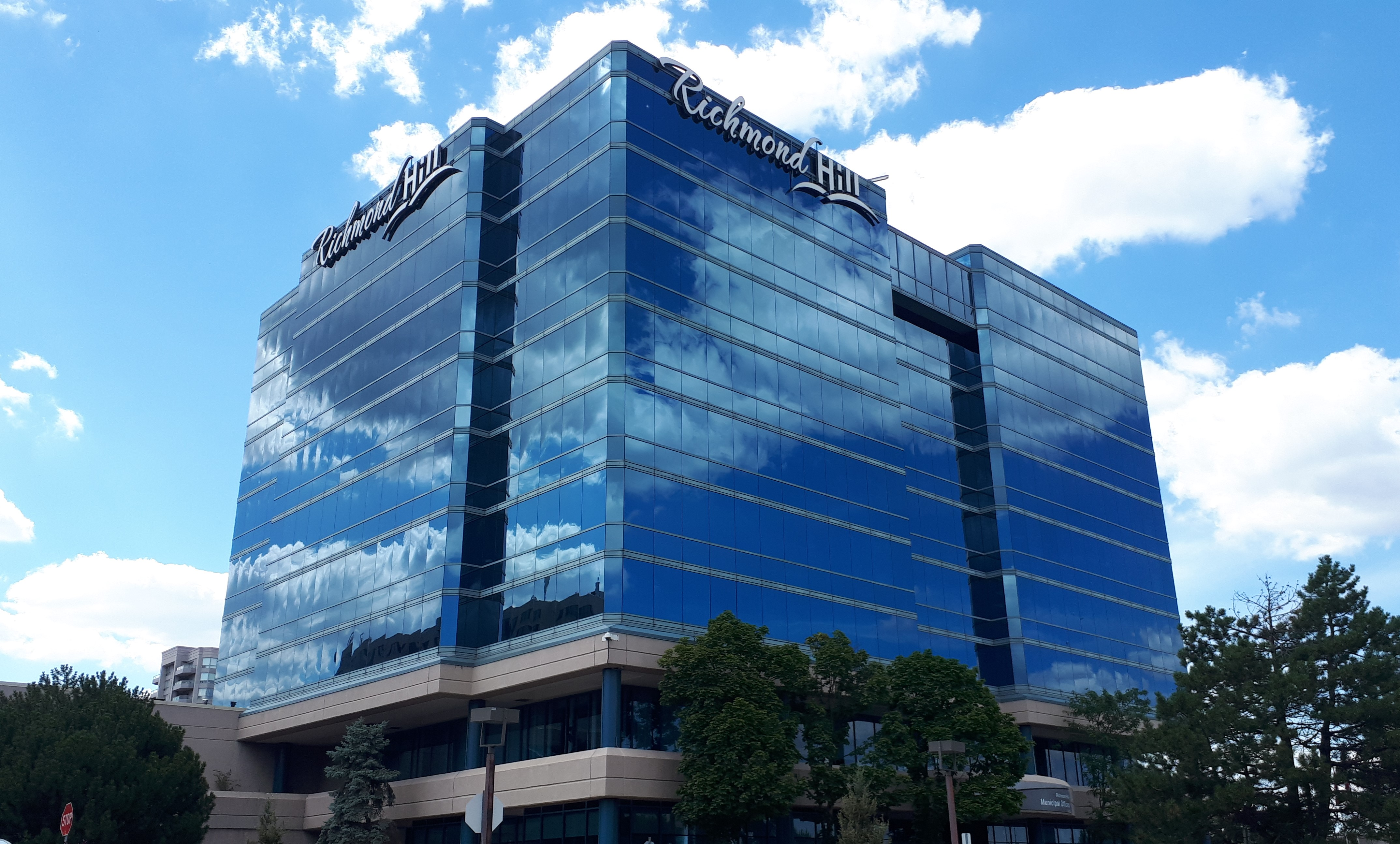
Споруда муніципалітету Річмонд-Гілл

Річмонд-Гілл (англ. Richmond Hill) — місто в провінції Онтаріо у Канаді. 
Місто Річмонд-Гілл розташоване на північ від міста Торонто. Місто — частина промислового району, що називається «Золотою підковою» (англ. Golden Horseshoe).

## Особливості
- «Золота підкова» — (англ. Golden Horseshoe)

## Відомі особистості
В поселенні народився:
- Даніель Катенначі (* 1993) — канадський хокеїст.
- Джордан Біннінгтон (* 1993) — канадський хокеїст.